# Musculus interspinales lumborum
A musculus interspinales lumborum egy apró izom az ember csigolyái között
(kép nem áll rendelkezésre).

## Eredés, tapadás, elhelyezkedés
Az öt ágyéki csigolya között, az utolsó hátcsigolya és az I. ágyéki csigolya között valamint az V. ágyéki csigolya és a keresztcsont (os sacrum) között találhatók neg. A csigolyák processus spinosus vertebrae-ről ered és itt is tapad.

## Funkció
A gerinc feszítése.

## Beidegzés
A ramus posterior nervi spinalis idegzi be.

## Külső hivatkozások
- Kép , leírás